# Canadian Golf Hall of Fame
O Canadian Golf Hall of Fame and Museum é um museu e um hall da fama cobrindo a história do jogo de golfe no Canadá, e celebrando as carreiras e realizações dos contribuintes mais significativos para o jogo no país. Operado por Golf Canada (governado pelo Royal Canadian Golf Association), o órgão do golfe no Canadá, ele está localizado em razão de Campo de Golfe Glen Abbey em Oakville, Ontário, Canadá, e é composto por um espaço de exposição (desenhado em torno de 18 buracos), um campo de golfe relacionado a pesquisa na biblioteca e arquivos (contendo ambos os materiais históricos e os registros corporativos do RCGA).

## Homenageados
Os homenageados no Hall da Fama são divididos em três categorias: golfista profissional, golfistas amadores e construtores - esta última sendo aqueles que têm contribuído para o desenvolvimento e sucesso do jogo em alguma forma excepcional, seja principalmente como treinadores, superintendentes, arquitetos de campos de golfe, historiadores, ou qualquer outra capacidade.
Em 2010, três novos sócios foram eleitos para o Hall da Fama do Golfe canadense. Ben Kern foi eleito como um construtor, enquanto Graham Cooke e Brent Franklin foram empossados como jogadores na categoria amador.
Em fevereiro de 2011, dois novos sócios foram anunciados para o Hall da Fama do Golfe Canadense. Richard Zokol, jogador do PGA Tour e vencedor de dois Canadian Amateur Championships, foi introduzido como um jogador enquanto Stephen Ross, ex-diretor executivo da Royal Canadian Golf Association/Golf Canadá, foi introduzido como um construtor.
Em ordem alfabética, os membros são:
- R. Keith Alexander
- Al Balding
- James A. Barclay
- Dave Barr
- David L. Black
- Kenneth Black
- Gayle Borthwick
- Jocelyne Bourassa
- Gordon Brydson
- Dorothy Campbell Hurd Howe
- Donald Carrick
- Dawn Coe-Jones
- Graham Cooke
- Geoffrey Cornish
- Gary Cowan
- George Cumming
- Marion Doherty
- Phil Farley
- Pat Fletcher
- Bruce Forbes
- Brent Franklin
- Richard Grimm
- Dan Halldorson
- Florence Harvey
- Wilf Homenuik
- Jules Huot
- Karl Keffer
- Ben Kern
- George Knudson
- William Lamb
- Mary Ann Lapointe
- Stan Leonard
- George Lyon
- Ada Mackenzie
- Henry Martell
- Fritz Martin
- Roderick Hugh McIsaac
- Gail Moore
- Albert Murray
- Charles Murray
- Jack Nicklaus
- Moe Norman
- Marilyn Palmer O'Connor
- Bob Panasik
- Claude Pattemore
- Sandra Post-McDermid
- Ralph Reville
- Clinton Robinson
- Stephen Ross
- Doug Roxburgh
- Lorne Rubenstein
- Cathy Sherk
- Douglas Howard Silverberg
- C. Ross (Sandy) Somerville
- Betty Stanhope-Cole
- John B. Steel
- Marlene Stewart Streit
- Alexa Stirling Fraser
- Violet Pooley Sweeny
- Gordon B. Taylor
- Stanley Thompson
- Mabel Gordon Thomson
- Margaret Todd
- Murray Carlyle Tucker
- Lisa (Young) Walters
- Mike Weir
- Nick Weslock
- Robert Wylie
- Richard Zokol